# 石井茂成
石井 茂成（いしい しげなり）は、安土桃山時代から江戸時代前期にかけての武将。肥前国の戦国大名龍造寺氏の家臣で、後に佐賀藩主鍋島氏の家老職となった。藩主外戚の出で、藩祖鍋島直茂の正室陽泰院の甥、初代藩主鍋島勝茂の従兄にあたり、立藩草創期の親族衆の一人であった。

## 生涯
肥前国の戦国大名龍造寺氏の家老格の重臣・石井伊豆守賢次（忠張）の四男として生まれる。母は常徳院（山田氏）。父の賢次は、佐賀藩祖鍋島直茂の正室で、初代藩主勝茂の生母である陽泰院の実兄である。
正室は龍造寺氏の重臣石井但馬守景弘（忠頼）の娘。通称は、又左衛門尉、修理亮。
諱は当初は「 成元 」（なりもと）といい、後に、主君であり従弟でもある佐賀藩初代藩主鍋島勝茂より偏諱を授けられ、「 茂成 」と改名した。
父や兄たちと共に、龍造寺隆信・政家父子に仕えていたが、天正12年（1584年）の沖田畷の戦いの後、叔父である鍋島直茂を支えた。
文禄・慶長の役では、鍋島直茂・勝茂父子に従い、一隊の将として、朝鮮半島に遠征。
帰国後、叔母である陽泰院の後ろ盾や、藩主鍋島勝茂の「御従兄様」という立場もあって、藩の中枢に登用される。家禄1,250石を拝領して、家老職に就任。
そして、慶長5年（1600年）には、関ヶ原の戦いに先立つ京都の伏見城攻めに武功あり。戦後、一族の石井孫左衛門尉重次らと共に、蓮池城の城将となり、一国一城令によって石井衆が蓮池城から撤収するまで蒲田江出城番をつとめた。
先代の惣領石井孫左衛門尉重次の後を受けて、石井衆を率いる（侍大将）。
内政においては、藩財政の窮乏を憂い、苦心して財政再建5ヵ年計画私案を書き上げ、藩主・勝茂に上程するも、財政再建には失敗した。
その他、鍋島氏の監視下にあった龍造寺高房の遺児（庶子）伯庵が、佐賀城下を出奔したときには、勝茂の命を受けて伯庵のもとに急行し、城下に戻るように説得を試みている。
寛永10年（1634年）に死去した。
なお、『石井系譜』やその他の史料では、茂成は晩年に、鍋島直澄に附けられて、蓮池藩 の執政になったとされているが、蓮池藩の立藩前に茂成は病没している。
茂成の死後、嫡男の又左衛門清次が家督と家禄のうち900石を継ぎ、清次は、勝茂の五男鍋島直澄が蓮池藩を立てると、その附家老として従い、初代執政として、蓮池藩の基礎を築くために尽力した。残りの家禄は、佐賀本藩に仕えた次男の六郎左衛門賢顕、三男の七郎右衛門が継いだ。
なお、『葉隠』の著述者山本常朝の祖父中野清明が浪人している際、石井氏の領地に流れてきた清明を賢次・茂成父子が面会し、清明の器量を見込んで、鍋島直茂に推挙したと伝わり、以降、中野氏は佐賀藩の重臣として発展する。

## 系譜
- 石井又左衛門家

支藩蓮池藩の家老。執政。家禄900石。
- 石井六郎左衛門家

佐賀藩の藩士。家禄250石。
- 石井七郎右衛門家

佐賀藩の藩士。家禄は始め63石8斗。一時期、家籍が廃絶となるが、のち米9石（5人扶持）で再興される。神埼郡西郷村に居住。

## 子孫
- 石井忠躬（長男清次の子孫）
- 石井利雄（三男七郎右衛門の子孫）